# 萩原農
萩原農（日语：／ Hagiwara Minori，1997年3月6日—），曾經是日本女演員，愛知縣名古屋市出身。

## 經歷
萩原在老家名古屋被挖掘而進入演藝圈。自小以韻律體操選手為目標，從小開始上各種訓練課程，中學時期亦進入以體操聞名的學校，但其後因身體因素放棄體操訓練。進入演藝圈之後接受戲劇課程，並開始往演員路線邁進。
2012年，以知名的電視系列廣告「進研ゼミ・歌う新高1生」篇出道。2013年，通過TBS電視台的電視劇《放課後Groove》徵選，首度以演員身分參演電視連續劇。同年，初次參演電影《我的恐怖室友》。
2018年3月31日，與Sony Music Artists的合約到期。同年5月1日起成為星塵傳播旗下藝人。
2021年3月，首次主演地上波電視劇《RISKY》（MBS）。
2021年6月1日，於Instagram宣布與電影導演內山拓也結婚。
2023年12月23日，於Instagram宣布離開經紀公司星塵傳播，並退出演藝圈。

## 人物
- 身高155公分，血型B型。
- 興趣為看電影、聽音樂、體操。

## 戲劇作品

### 電視劇
- 放課後Groove（日语：放課後グルーヴ）（2013年4月22日 - 6月24日，TBS電視台） - 本田千夏
- 鼠馳江戶（日语：鼠、江戸を疾る#テレビドラマ）（2014年1月9日 - 3月20日，NHK）- お豊
- 告別自己（2014年10月14日 - 12月9日，NHK） - 星野友美（高中時代）
- REPLAY & DESTROY（2015年4月27日 - 6月15日，TBS電視台）
- 表參道高校合唱部！（2015年7月17日 - 9月，TBS電視台） - 佐佐木美子
- 狙撃（2016年10月2日，朝日電視台） - 上月涼子（高中時期）
- 醬汁小姐之戀（2017年6月1日 - 7月20日，NHK BS Premium） - 佐佐木由紀
- 勤番美食 武士飯！2（2018年1月10日 - 2月21日，NHK BS Premium） - お常
- 三島由紀夫 性命出售 第8話（2018年3月10日，BS東視） - 莉子
- I's（2018年12月21日 - 4月，BS SKY PerfecTV!） - 磯崎泉
- 蟲籠之鎖（2019年3月22日 - 5月10日，WOWOW） - Nito
- 漫畫少女愛啟蒙（2019年12月5日，NHK BS Premium） - 沙耶香
- 別在病房念經 第7話（2020年2月28日，TBS） - 坂下那奈
- Memories〜護士們的物語〜（2020年10月4日 - 2021年3月28日，BS日視） - 主演・夏井光
- 還是殘念刑警 第2話 - 第8話（2021年3月14日 - 4月25日，NHK BS Premium） - 嶋亞里沙
- RISKY（2021年3月26日 - 5月7日，MBS） - 主演・廣瀬日向
- 是生是死還是父親 第4話（2021年5月1日，東京電視台） - 商店店員
- 只是沒離婚而已（2021年7月8日 - 9月30日，東京電視台） - 夏川萌
- 白色濁流（2021年8月22日 - 10月10日，NHK BS Premium） - 羽佐間直美
- 小子爱找茶（2021年10月8日（7日深夜） - 12月24日（23日深夜），東京電視台） - 淺川夏帆
- 契×約 ─危險搭檔─（2022年1月13日 - 3月17日，讀賣電視台・日本電視台） - 葉月千夏
- 神木隆之介的拍攝稍息 第7話「友人の彼女」（2022年2月18日，WOWOW Prime） - 清水彩夏
- 初戀的惡魔（2022年7月16日 - 9月24日，日本電視台）- 野上千尋
- 競爭的維護者 第6集（2022年8月15日，富士電視台）- 井手香澄
- Bye Bye My Friend（2023年5月10日 - 5月31日，富士電視台）- 後藤繪理奈

### 電影
- 我的恐怖室友（2013年11月9日，東映） - 宮本春香
- 零～ZERO 劇場版（日语：零 〜ゼロ〜 女の子だけがかかる呪い#劇場版 零 ゼロ）（2014年9月26日，KADOKAWA）-　藤井ワカ
- 要聽神明的話（2015年8月22日） - 田岡由実
- 人狼遊戲3 狂狐（2015年12月5日） - 佐伯桃子
- 何者（2016年10月15日，東寶）
- 晝顏～平日午後3點的戀人們～（2017年6月10日，東寶） - 松本あゆ
- 好想大聲說出心底的話。（2017年7月22日，Aniplex） - 宇野陽子
- 37秒（2020年2月7日、Rabbit House） - SAYAKA
- 花束般的戀愛（2021年1月29日） - 本條朱音
- 接棒家族（2021年10月29日、日本華納兄弟） - 優子的朋友
- 放學後失眠的你（2023年6月23日、波麗佳音） - 白丸結

## 廣告
- Benesse 進研ゼミ高校講座（2012年2月 - ）
- 嬌生公司 ACUVUE®（2013年4月 -）
- 日產 Handsfree Love（2020年10月 - ）
- MechaComic『RISKY〜復讐は罪の味〜』合作CM（2021年3月 - ）

## 音樂錄影帶
- 亞細亞功夫世代《スタンダード》（2014年6月25日）
- 中島美嘉《Indigo》（2015年12月，NHK岡山記念日活動歌曲）
- シナリオアート《フユウ》（2015年6月3日）
- 松室政哉《きっと愛は不公平》（2018年2月21日）
- 亞細亞功夫世代《ボーイズ＆ガールズ》（2018年9月26日）
- 銀杏BOYZ《DO YOU LIKE ME》（2020年10月21日）
- にしな《ダーリン》（2021年2月17日）
- Atomic Skipper《スーパーノヴァ》（2021年4月7日）

## 外部連結
- 星塵傳播官方介紹 （页面存档备份，存于）
- Sony Music Artists經紀公司官方介紹
- 萩原農的X（前Twitter）
- 萩原農的Instagram帳戶
- 萩原みのり官方blog （页面存档备份，存于）
- 萩原みのり介紹頁